# Mandelbachtal
Mandelbachtal è un comune nel circondario del Saarpfalz nella Saarland, Germania. È situato vicino al confine con la Francia a circa 15 km a sudest di Saarbrücken.